# Shaunette Renée Wilson
Shaunette Renée Wilson (Linden, Guyana; 19 de enero de 1990) es una actriz estadounidense nacida en Guyana. Principalmente conocida por su actuación durante cuatro temporadas en el papel de la Dra. Mina Okafor en la serie de Fox, The Resident, creada por Amy Holden Jones. También ha aparecido en Black Panther, Billions y A Kid Like Jake.

## Biografía
Shaunette Renée Wilson nació en 1990 en Guyana y, desde los dos años de edad, ha vivido en Nueva York. Es hija de Deberah y Wesley Wilson y tiene tres hermanos: Andre y sus hermanas Serena y Synique.
Ha asistido a la Escuela de Drama de Yale. Durante sus estudios en la escuela de drama actuó en las obras de teatro: Cardboard Piano, Paradise Lost, La gaviota y The Children. Finalmente obtuvo una licenciatura en Drama y Teatro en la Queens College de Nueva York.
Su debut en la actuación fue en 2017 en la serie de televisión norteamericana Billions, luego actuó, durante cuatro temporadas, en la serie de televisión estadounidense de drama médico The Resident, donde interpretó el papel de la Dr. Mina Okafor. Su debut en la pantalla grande fue en la película de drama, A Kid Like Jake, junto a Claire Danes y Jim Parsons. Una adaptación cinematográfica de la novela homónima escrita por Daniel Pearle y publicada en 2014. Ese mismo año, 2018, actuó en la película de superhéroes Black Panther, donde da vida a un miembro de la tribu de las Dora Milaje.
En 2021, se unió al elenco de la nueva película de la franquicia de Indiana Jones, Indiana Jones and the Dial of Destiny, que se estrenó el 30 de junio de 2023.

## Filmografía

### Películas

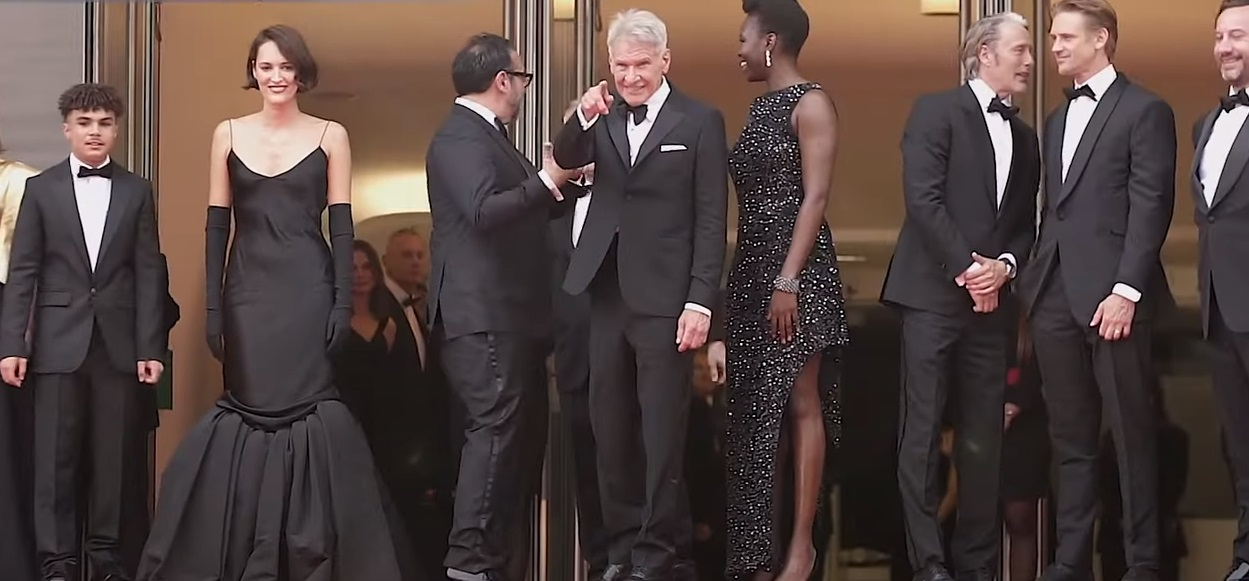
El elenco de actores de Indiana Jones y el dial del destino, en el estreno de la película en el Festival de Cine de Cannes de 2023

| Año  | Título                              | Papel              | Notas         | Ref.   |
| ---- | ----------------------------------- | ------------------ | ------------- | ------ |
| 2018 | A Kid Like Jake                     | Dream Mom          | Sin acreditar |        |
| 2018 | Black Panther                       | Dora Milaje (1992) |               |        |
| 2023 | Indiana Jones y el dial del destino | Agente Mason       |               | [ 9 ]  |
| 2024 | The Luckiest Man in America         |                    |               | [ 10 ] |
| 2025 | BLKNWS: Terms & Conditions          |                    |               | [ 11 ] |
| 2025 | Karate Kid: Legends                 | Sra. Morgan        | Posproducción |        |

### Televisión
| Año       | Título           | Papel           | Notas                            | Ref.   |
| --------- | ---------------- | --------------- | -------------------------------- | ------ |
| 2017      | Billions         | Stephanie Reed  | 7 episodios                      |        |
| 2018–2021 | The Resident     | Dr. Mina Okafor | Papel principal (temporadas 1-4) |        |
| 2019      | Into the Dark    | Marie           | Episodio: «Treehouse»            | [ 12 ] |
| 2023      | Washington Black | Big Kit         | Miniserie; 6 episodios           | [ 13 ] |